# Elezioni parlamentari in Bhutan del 2013
Le elezioni parlamentari in Bhutan del 2013 si tennero il 31 maggio (primo turno) e il 13 luglio (secondo turno) per il rinnovo dell'Assemblea nazionale.

## Risultati
| Liste                                            | I turno | I turno | II turno | II turno | Seggi |
| Liste                                            | Voti    | %       | Voti     | %        | Seggi |
| ------------------------------------------------ | ------- | ------- | -------- | -------- | ----- |
| Partito Democratico Popolare                     | 68.650  | 32,53   | 138.558  | 54,88    | 32    |
| Partito della Pace e della Prosperità del Bhutan | 93.949  | 44,52   | 113.927  | 45,12    | 15    |
| Druk Nyamrup Tshogpa                             | 35.962  | 17,04   |          |          | -     |
| Druk Chirwang Tshogpa                            | 12.457  | 5,90    |          |          | -     |
| Totale                                           | 211.018 |         | 252.485  |          | 47    |